# ليو مكاري
ليو مكاري (بالإنجليزية: Leo McCarey) (و. 1898 – 1969 م) هو مخرج أفلام، وكاتب سيناريو أمريكي، ولد في لوس أنجلوس، كان عضوًا في الحزب الجمهوري، توفي في سانتا مونيكا، كاليفورنيا، عن عمر يناهز 71 عاماً، بسبب سرطان.

## التعليم
تعلم في جامعة كاليفورنيا الجنوبية، وكلية غولد للحقوق في جامعة كاليفورنيا الجنوبية ‏.

## جوائز وترشيحات
حصل على جوائز منها:
جوائز
- جائزة الأوسكار لأفضل مخرج، عن عمل: الحقيقة البشعة
- جائزة الأوسكار لأفضل مخرج، عن عمل: ذاهب في طريقي
- جائزة الأوسكار لأفضل قصة [الإنجليزية]‏، عن عمل: ذاهب في طريقي

ترشيحات
- جائزة الأوسكار لأفضل مخرج، عن عمل: أجراس القديسة مريم
- جائزة الأوسكار لأفضل قصة [الإنجليزية]‏
- جائزة الأوسكار لأفضل قصة [الإنجليزية]‏، عن عمل: علاقة حب

ترشح لـ:
- جائزة الأوسكار لأفضل مخرج، عن عمل: الحقيقة البشعة
- جائزة الأوسكار لأفضل قصة  [لغات أخرى]‏، عن عمل: My Favorite Wife [الإنجليزية]‏
- جائزة الأوسكار لأفضل قصة  [لغات أخرى]‏، عن عمل: السير على طريقي
- جائزة الأوسكار لأفضل قصة  [لغات أخرى]‏، عن عمل: علاقة حب
- جائزة الأوسكار لأفضل مخرج، عن عمل: السير على طريقي
- جائزة الأوسكار لأفضل مخرج، عن عمل: أجراس القديسة مريم
- جائزة الأوسكار لأفضل قصة  [لغات أخرى]‏، عن عمل: My Son John [الإنجليزية]‏.

## وصلات خارجية
- ليو مكاري على موقع IMDb (الإنجليزية)
- ليو مكاري على موقع الموسوعة البريطانية (الإنجليزية)
- ليو مكاري على موقع روتن توميتوز (الإنجليزية)
- ليو مكاري على موقع ألو سيني (الفرنسية)
- ليو مكاري على موقع ميوزك برينز (الإنجليزية)
- ليو مكاري على موقع تيرنر كلاسيك موفيز (الإنجليزية)
- ليو مكاري على موقع أول موفي (الإنجليزية)
- ليو مكاري على موقع قاعدة بيانات الأفلام السويدية (السويدية)
- ليو مكاري على موقع إن إن دي بي (الإنجليزية)
- ليو مكاري على موقع قاعدة بيانات الفيلم (الإنجليزية)